# 112a Brigada Mixta (Exèrcit Popular de la República)
La 112a Brigada Mixta va ser una unitat de l'Exèrcit Popular de la República creada durant la Guerra Civil Espanyola. La unitat va tenir una participació destacada durant el cop de Casado, el març de 1939.

## Historial
La unitat va ser creada l'abril de 1937 a partir del batalló «Arts Gràfiques» i els batallons 1r, 3r i 4t d'«El Socialista». El seu primer comandant va ser el major de milícies Valentín Gutiérrez de Miguel, mentre que la prefectura d'Estat Major va recaure en el capità de milícies Jesús Reinoso Puig. José Delgado Prieto, del PSOE, va ser nomenat comissari polític.
La brigada va ser assignada a la 5a Divisió del VI Cos d'Exèrcit, cobrint la línia del front que anava des de La Zarzuela fins al Pont de San Fernando. En la tardor de 1937 la unitat encara es trobava encara molt desorganitzada, amb 2.383 homes sense armar. Durant tot 1937 només va participar en un operació reseñable, l'assalt a la cota 661, ocorregut el 4 de novembre. Al començament de juny de 1938 la 112a BM va ser assignada a la 8a Divisió del II Cos d'Exèrcit, sent destinada a guarnir el sector comprès entre El Pardo i la Sierra. Posteriorment va ser adscrita a la 65a Divisió.
La 112a BM va tenir va tenir un paper important durant l'anomenat Cop de Casado, el març de 1939. En el matí del 6 de març va marxar cap a Madrid, ocupant el carrer San Bernardo, Nous Ministeris i el Ministeri de la Governació, i també va participar en l'assalt al Ministeri de la Guerra. Posteriorment la brigada va haver de fer front als atacs de la 8a Divisió en la seva posició dels Nuevos Ministerios. La 112a BM va ser dissolta el 28 de març de 1939, en rendir-se l'Exèrcit del Centre a les forces franquistes.

## Comandaments
Comandants
- Major de milícies Valentín Gutiérrez de Miguel;
- Major de milícies Tomás Lozano Peralta;
- Major de milícies Juan Buxeda García;
- Major de milícies Jesús Herrera Mateos;

Comissaris
- José Delgado Prieto, del PSOE.
- Enrique Reina Rodríguez, del PSOE;[4]